# Любчина (Лодзинське воєводство)
Любчина (пол. Lubczyna, нім. Lübzin) — село в Польщі, у гміні Верушув Верушовського повіту Лодзинського воєводства.
Населення — 447 осіб (2011).
У 1975-1998 роках село належало до Каліського воєводства.

## Демографія
Демографічна структура станом на 31 березня 2011 року:
|          | Загалом | Допрацездатний вік | Працездатний вік | Постпрацездатний вік |
| -------- | ------- | ------------------ | ---------------- | -------------------- |
| Чоловіки | 221     | 65                 | 143              | 13                   |
| Жінки    | 226     | 61                 | 128              | 37                   |
| Разом    | 447     | 126                | 271              | 50                   |